# E2F1
E2F1 (англ. E2F transcription factor 1) – білок, який кодується однойменним геном, розташованим у людей на короткому плечі 20-ї хромосоми. Довжина поліпептидного ланцюга білка становить 437 амінокислот, а молекулярна маса — 46 920.
| 10         |  | 20         |  | 30         |  | 40         |  | 50         |
| ---------- |  | ---------- |  | ---------- |  | ---------- |  | ---------- |
| MALAGAPAGG |  | PCAPALEALL |  | GAGALRLLDS |  | SQIVIISAAQ |  | DASAPPAPTG |
| PAAPAAGPCD |  | PDLLLFATPQ |  | APRPTPSAPR |  | PALGRPPVKR |  | RLDLETDHQY |
| LAESSGPARG |  | RGRHPGKGVK |  | SPGEKSRYET |  | SLNLTTKRFL |  | ELLSHSADGV |
| VDLNWAAEVL |  | KVQKRRIYDI |  | TNVLEGIQLI |  | AKKSKNHIQW |  | LGSHTTVGVG |
| GRLEGLTQDL |  | RQLQESEQQL |  | DHLMNICTTQ |  | LRLLSEDTDS |  | QRLAYVTCQD |
| LRSIADPAEQ |  | MVMVIKAPPE |  | TQLQAVDSSE |  | NFQISLKSKQ |  | GPIDVFLCPE |
| ETVGGISPGK |  | TPSQEVTSEE |  | ENRATDSATI |  | VSPPPSSPPS |  | SLTTDPSQSL |
| LSLEQEPLLS |  | RMGSLRAPVD |  | EDRLSPLVAA |  | DSLLEHVRED |  | FSGLLPEEFI |
| SLSPPHEALD |  | YHFGLEEGEG |  | IRDLFDCDFG |  | DLTPLDF    |  |            |

A: Аланін

C: Цистеїн

D: Аспарагінова кислота

E: Глутамінова кислота

F: Фенілаланін

G: Гліцин

H: Гістидин

I: Ізолейцин

K: Лізин

L: Лейцин

M: Метіонін

N: Аспарагін

P: Пролін

Q: Глутамін

R: Аргінін

S: Серин

T: Треонін

V: Валін

W: Триптофан

Кодований геном білок за функціями належить до активаторів, фосфопротеїнів. 
Задіяний у таких біологічних процесах, як апоптоз, транскрипція, регуляція транскрипції, клітинний цикл, ацетилювання. 
Білок має сайт для зв'язування з ДНК. 
Локалізований у ядрі.